# Đài Địa Tạng
Đài Địa Tạng (Tượng Bồ Tát Địa Tạng) cách thị trấn Hải Lăng, Quảng Trị khoảng chừng 2 km nằm trên Quốc lộ 1 đoạn qua địa phận xã Hải Trường. Năm 1973 phật tử khắp nơi về đây cầu siêu cho số người đã thiệt mạng trong cuộc chiến tranh năm 1972. Các bậc lão thành ở đây kể lại, năm đó thường dân chết rất nhiều. Những người mẹ đã chết hơn năm bảy ngày mà những đứa trẻ vẫn còn ôm bầu sữa mẹ để bú, gió lào thổi mùi xác chết bay xuống tận các xã như hải thiện, hải thành, và tận biển mỹ thủy. Đây là điều đau thương của chiến tranh! Ở đây đến ngày rằm, mùng một người dân vẫn đem lễ vật tới cúng vào ngày lễ.